# Konex Stiftung

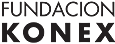
Logo der Stiftung

Die Konex-Stiftung (Fundación Konex) ist eine argentinische kulturelle gemeinnützige Organisation, die 1980 gegründet wurde, um jede Form von kultureller, bildungspolitischer, intellektueller, künstlerischer, sozialer, philanthropischer, wissenschaftlicher oder sportlicher Initiative, Arbeit und Unternehmen in ihren wichtigsten Aspekten zu fördern, zu stimulieren, zu helfen und daran teilzunehmen, wie von ihrem Gründer und Präsidenten Luis Ovsejevich angedacht.
Die Stiftung vergibt Gruppen- und Einzelstipendien, fördert und stimuliert aber auch Gruppenaktivitäten durch Zuschüsse und Unterstützung verdienstvoller Ideen und Unternehmen".

## Premios Konex
Der ebenfalls 1980 ins Leben gerufene „Premios Konex“ wurde konzipiert, um herausragende argentinischen Persönlichkeiten und Institutionen verschiedener Fachrichtungen zu belohnen und die Anfänger zu stimulieren. Es gibt aber auch Sonderpreise für Nicht-Argentinier.
Obwohl die Preise jedes Jahr vergeben werden, werden sie in einem 10-Jahre-Zyklus organisiert. Jedes Jahr mit einem anderen Bereich, in der folgenden Reihenfolge:
- Sport,
- Unterhaltung,
- Bildende Kunst,
- Wissenschaft und Technologie,
- Literatur,
- Populärmusik,
- Geisteswissenschaften,
- Kommunikationsjournalismus,
- Institutionen, Gemeinschaft, Unternehmen
- Klassische Musik.

Die Premios Konex sind seit ihrer Gründung international anerkannt und gehören zu den wichtigsten und bedeutendsten Preisen in Argentinien.

## Aktivitäten der Stiftung im Bereich der klassischen Musik
Zu den Aktivitäten der Stiftung gehört ein Programm zur Förderung verschiedener kultureller Ausdrucksformen wie Oper, Ballett und Klassische Musik, in angepasster Form, meist am Teatro Colón.

## Andere Aktivitäten der Stiftung
Die Stiftung unterstützt auch verschiedene wissenschaftliche Projekte und plastische Kunstaktivitäten, veranstaltet Malausstellungen und verfügt über eine eigene Sammlung.